# Histoire inachevée
Pour les articles homonymes, voir Unfinished Business.
Pour plus de détails, voir Fiche technique et Distribution.
Histoire inachevée (Unfinished Business) est un film américain réalisé par Gregory La Cava, sorti en 1941.

## Synopsis
Au mariage de sa sœur, Nancy se dit qu'elle devrait bien faire quelque chose de sa vie, elle aussi. Elle prend le train pour New York afin de se trouver un avenir comme chanteuse. Dans le train, elle tombe amoureuse de Steve, un beau-parleur coureur de jupons, qui lui promet la lune, mais l'oublie dès l'arrivée. Elle ne désespère pas, mais trouve un travail dans un bar, puis se fait remarquer par un impresario qui la présente dans un club mondain. Elle y rencontre Tommy, le frère de Steve, et finit par l'épouser, toujours amoureuse de Steve. Au fil du temps, elle découvre quel est son véritable amour.

## Fiche technique
- Titre original : Unfinished Business
- Réalisation : Gregory La Cava
- Scénario : Eugene Thackrey et Vicki Baum (contribution au scénario)
- Production : Gregory La Cava
- Société de production : Universal Pictures
- Directeur musical : Charles Previn
- Musique : Franz Waxman
- Compositeur : Jimmy McHugh (chanson When You and I Were Young Maggie Blues)
- Photographie : Joseph A. Valentine
- Direction artistique : Jack Otterson
- Costumes : Howard Greer et Vera West
- Pays d'origine : États-Unis
- Langue : anglais
- Format : Noir et blanc - Son : Mono (Western Electric Mirrophonic Recording)
- Genre : Comédie romantique
- Durée : 96 minutes
- Date de sortie :
  - États-Unis : 27 août 1941

## Distribution
- Irene Dunne : Nancy Andrews
- Robert Montgomery : Tommy Duncan
- Preston Foster : Steve Duncan
- Eugene Pallette : Elmer
- Dick Foran : Frank
- Esther Dale : Tante Mathilda
- Walter Catlett : Billy Ross
- Richard Davies : Richard
- Kathryn Adams Doty : Katy
- Samuel S. Hinds : Oncle
- June Clyde : Clarisse
- Phyllis Barry : Sheila

Actrices non créditées
- Grace Hayle
- Helene Millard : Helen